# قناة أمستردام راين
قناة أمستردام - الراين ( بالهولندية : Amsterdam Rijnkanaal ) هي قناة في هولندا تم بناؤها لربط ميناء أمستردام وعاصمتها بشريان الشحن الرئيسي لنهر الراين . يتبع مساره اتجاهًا جنوبي شرقيًا بشكل عام حيث يمر عبر مدينة أوتريخت باتجاه فايك ديورستيده حيث يتقاطع مع فرع نهر ليك لنهر راين ثم يستمر إلى نهر نهر فال بالقرب من تيل ، مع فرع ، قناة ليك ، إلى نهر ليك بالقرب من .

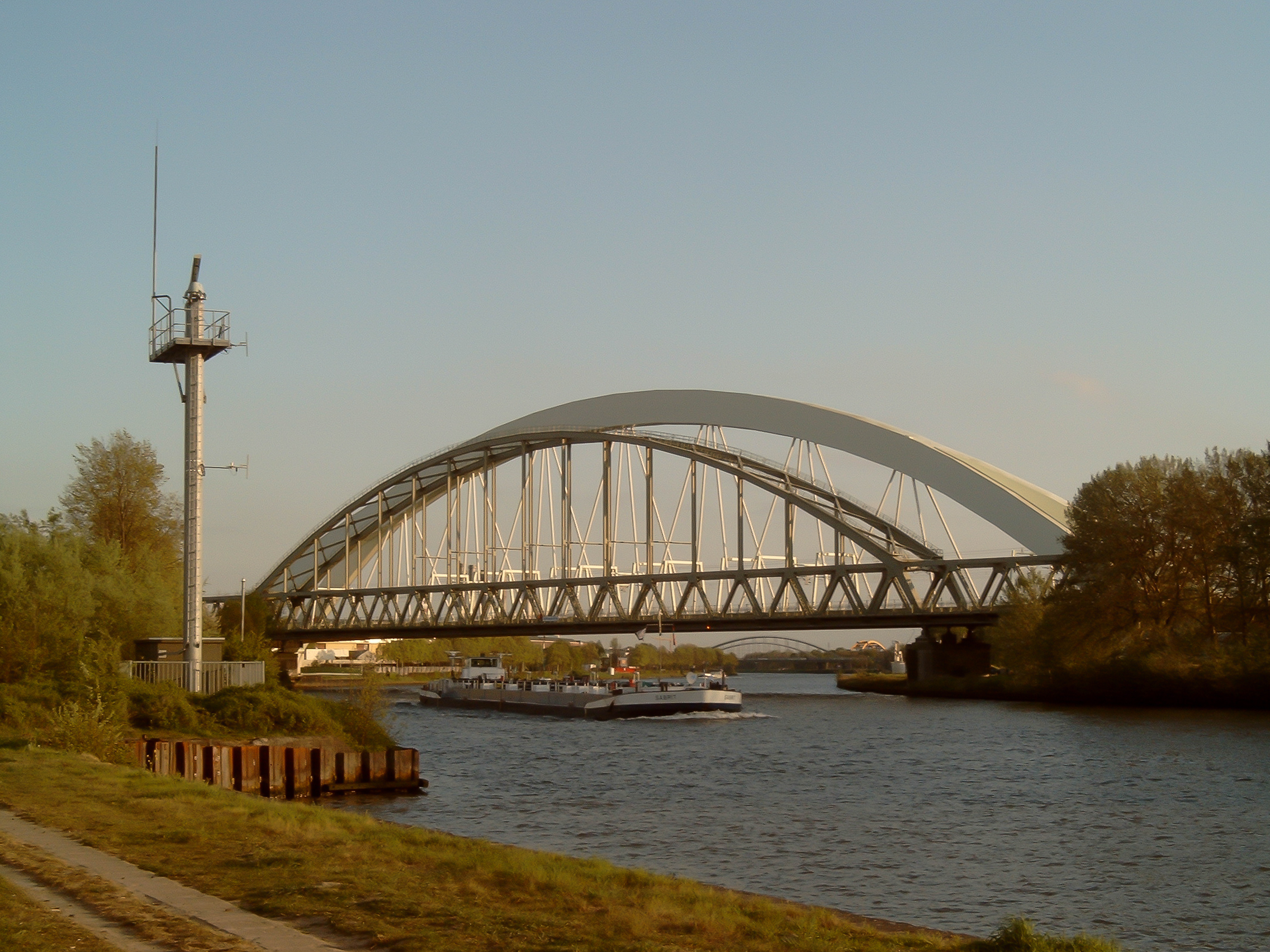
أوتريخت و Demkaspoorbrug عبر القناة
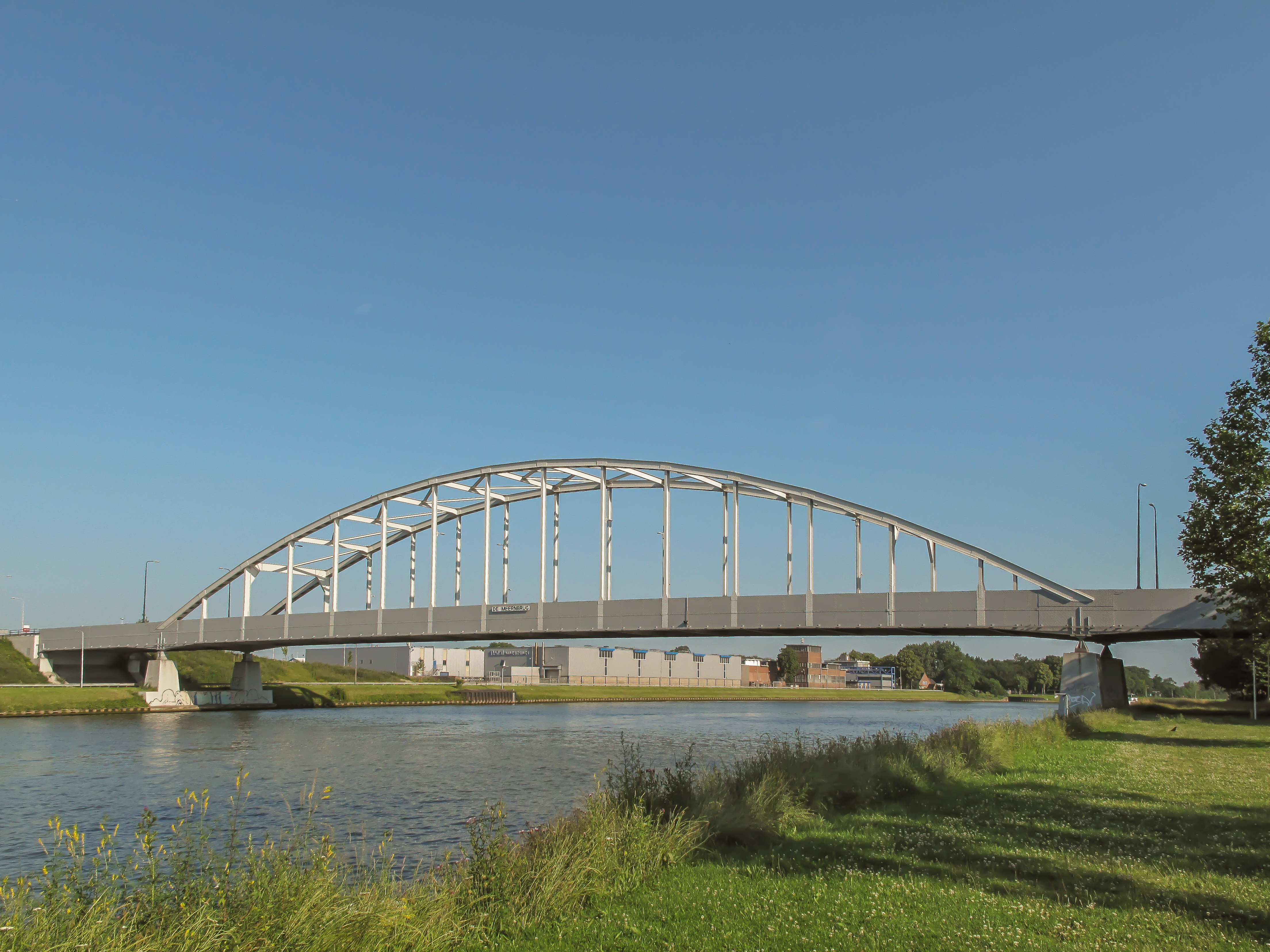
أوتريخت ، نهر ميرنبروغ عبر القناة
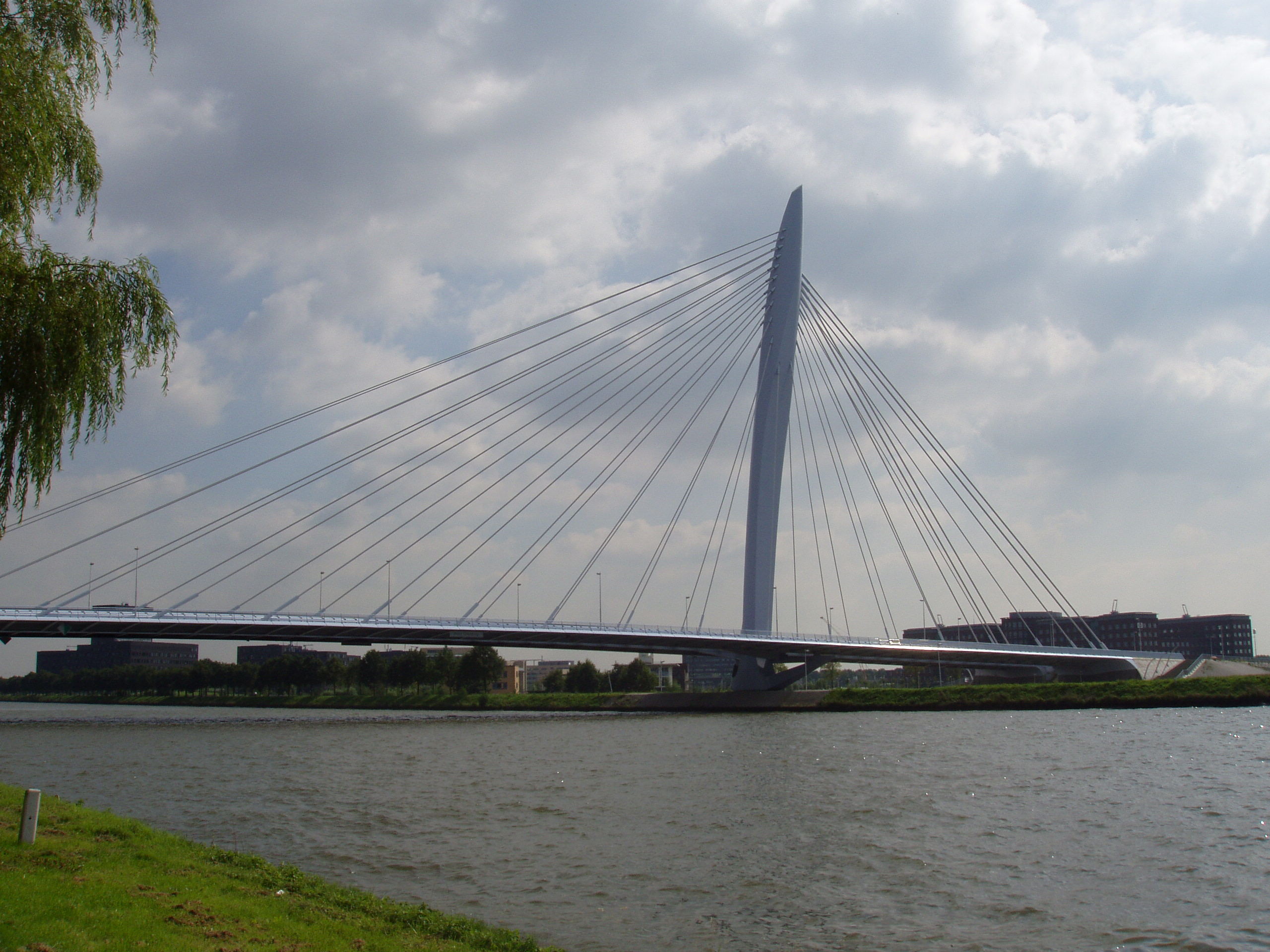
أوتريخت ، و Prins Clausbrug عبر القناة
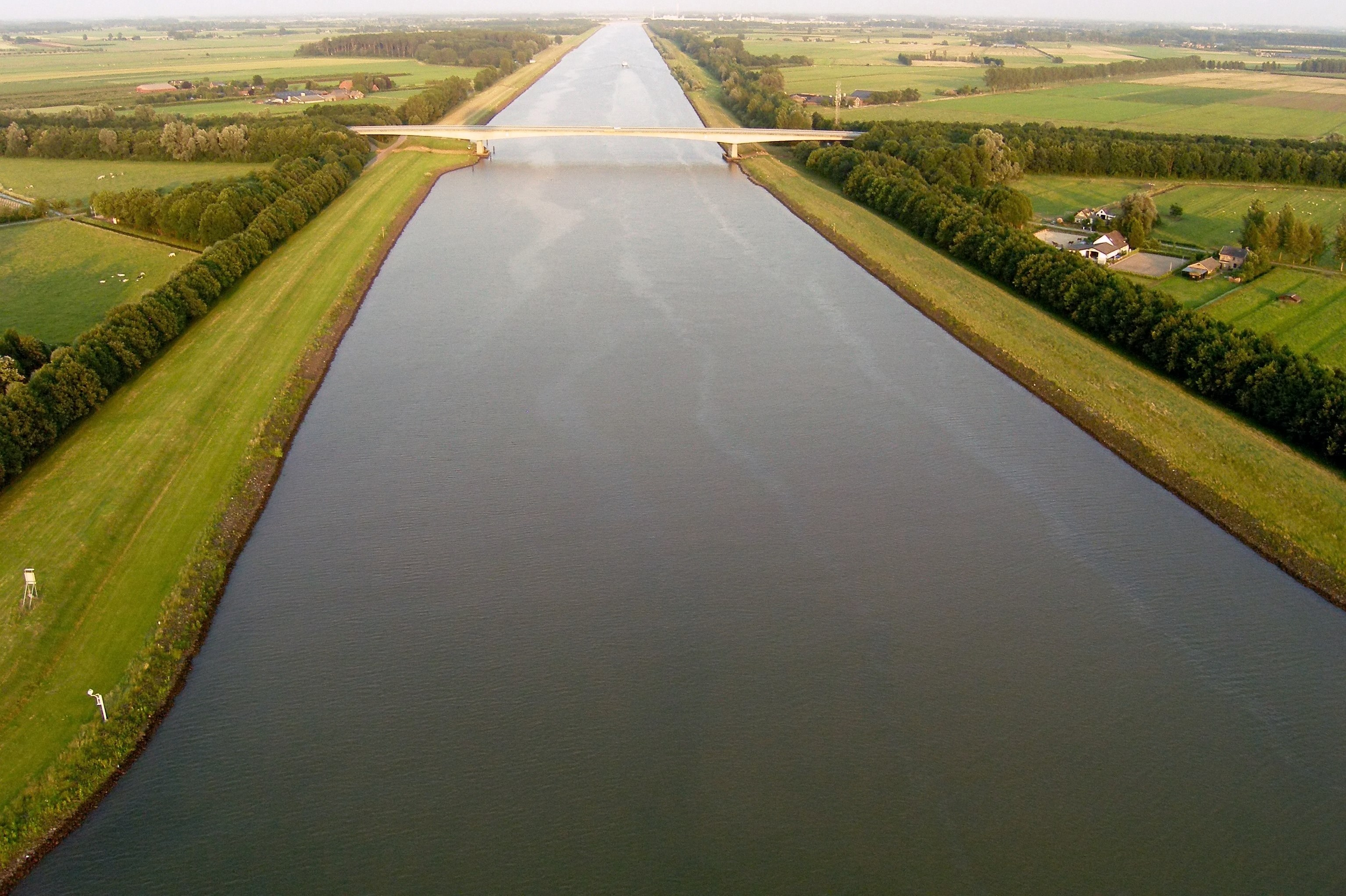
القناة بالقرب من Rijswijk ، جيلديرلاند  [لغات أخرى]‏
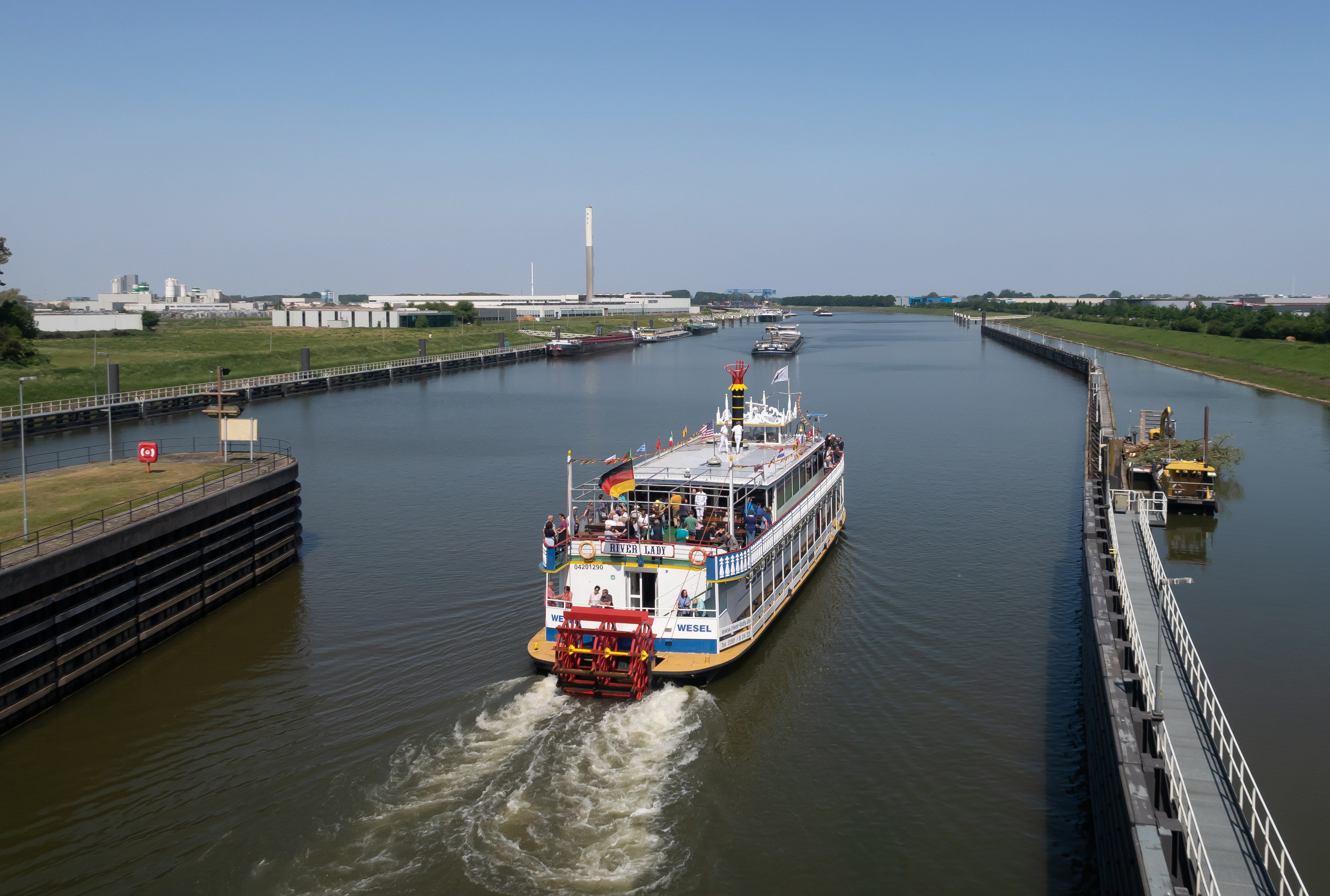
القناة قرب تيل